# Elecciones legislativas de Argentina de 2021
Las elecciones legislativas de Argentina de 2021 se llevaron a cabo el domingo 14 de noviembre de dicho año. Las elecciones primarias, que definieron los candidatos de cada espacio político, se realizaron el 12 de septiembre. Se renovaron 127 de las 257 bancas de la Cámara de Diputados, cámara baja del Congreso de la Nación Argentina, así como 24 de las 72 bancas del Senado de la Nación, la cámara alta, en representación de las provincias de Catamarca, Chubut, Córdoba, Corrientes, La Pampa, Mendoza, Santa Fe y Tucumán.
De las dos principales fuerzas políticas, Juntos por el Cambio sacó el 42,75 % de los votos obteniendo 14 senadores y 61 diputados, mientras que el Frente de Todos, sacó el 34,56 % de los votos obteniendo 9 senadores y 50 diputados. El resto de los puestos fueron cubiertos por partidos minoritarios.
La integridad de las elecciones fue analizada por la organización Transparencia Electoral en América Latina en su Mapa de Integridad Electoral, que mide variables como el monitoreo de medios, la percepción de apoderados y especialistas, el índice de democracia subnacional, composición de legislaturas provinciales y legislación de paridad. Se estableció un ranking entre los 24 distritos electorales del país.

## Cargos a elegir
| Distrito electoral     | Cámara de Diputados | Cámara de Diputados | Senado    | Senado    |
| Distrito electoral     | Diputados           | A renovar           | Senadores | A renovar |
| ---------------------- | ------------------- | ------------------- | --------- | --------- |
| Ciudad de Buenos Aires | 25                  | 13                  | 3         | —         |
| Buenos Aires           | 70                  | 35                  | 3         | —         |
| Catamarca              | 5                   | 3                   | 3         | 3         |
| Chaco                  | 7                   | 4                   | 3         | —         |
| Chubut                 | 5                   | 2                   | 3         | 3         |
| Córdoba                | 18                  | 9                   | 3         | 3         |
| Corrientes             | 7                   | 3                   | 3         | 3         |
| Entre Ríos             | 9                   | 5                   | 3         | —         |
| Formosa                | 5                   | 2                   | 3         | —         |
| Jujuy                  | 6                   | 3                   | 3         | —         |
| La Pampa               | 5                   | 3                   | 3         | 3         |
| La Rioja               | 5                   | 2                   | 3         | —         |
| Mendoza                | 10                  | 5                   | 3         | 3         |
| Misiones               | 7                   | 3                   | 3         | —         |
| Neuquén                | 5                   | 3                   | 3         | —         |
| Río Negro              | 5                   | 2                   | 3         | —         |
| Salta                  | 7                   | 3                   | 3         | —         |
| San Juan               | 6                   | 3                   | 3         | —         |
| San Luis               | 5                   | 3                   | 3         | —         |
| Santa Cruz             | 5                   | 3                   | 3         | —         |
| Santa Fe               | 19                  | 9                   | 3         | 3         |
| Santiago del Estero    | 7                   | 3                   | 3         | —         |
| Tierra del Fuego       | 5                   | 2                   | 3         | —         |
| Tucumán                | 9                   | 4                   | 3         | 3         |
| Total                  | 257                 | 127                 | 72        | 24        |

## Cronograma
El cronograma para los diferentes actos electorales nacionales quedó establecido en las siguientes fechas: 
- 18 de mayo: cierre del padrón provisorio.
- 28 de mayo: publicación del padrón provisorio.
- 11 de junio: vencimiento del plazo para corregir el padrón.
- 14 de julio: vencimiento del plazo para inscribir las alianzas.
- 24 de julio: inicio de la campaña electoral para las PASO y presentación de listas de precandidatos.
- 8 de agosto: inicio de la campaña electoral para las PASO en los medios de comunicación.
- 13 de agosto: publicación del padrón definitivo.
- 18 de agosto: inicio del período de prohibición de actos públicos para captar el voto.
- 4 de septiembre: inicio del plazo de prohibición para publicar encuestas.
- 10 de septiembre: inicio de la veda electoral.
- 12 de septiembre: elecciones primarias (PASO).
- 30 de septiembre: inicio de la campaña electoral para las elecciones nacionales.
- 10 de octubre: inicio de la campaña electoral para las elecciones generales en los medios de comunicación.
- 20 de octubre: inicio del período de prohibición de actos públicos
- 6 de noviembre: inicio del plazo de prohibición para publicar encuestas.
- 12 de noviembre: inicio de la veda electoral.
- 14 de noviembre: elecciones legislativas nacionales.
- 10 de diciembre: asunción de senadores y diputados electos.

## Resultados

### Diputados
|  | 16,50 % |

|  | 15,28 % |

|  | 2,11 % |

|  | 1,88 % |

|  | 1,40 % |

|  | 1,11 % |

|  | 0,85 % |

|  | 0,81 % |

|  | 0,58 % |

|  | 0,55 % |

|  | 0,48 % |

|  | 0,37 % |

|  | 0,25 % |

|  | 0,23 % |

|  | 0,21 % |

|  | 0,12 % |

|  | 0,06 % |

|  | 0,01 % |

|  | 42,75 % |

|  | 32,16 % |

|  | 1,56 % |

|  | 0,54 % |

|  | 0,17 % |

|  | 0,15 % |

|  | 0,02 % |

|  | 34,56 % |

|  | 2,11 % |

|  | 1,76 % |

|  | 0,95 % |

|  | 0,21 % |

|  | 0,17 % |

|  | 0,16 % |

|  | 0,15 % |

|  | 0,10 % |

|  | 0,04 % |

|  | 5,65 % |

|  | 2,88 % |

|  | 1,54 % |

|  | 0,43 % |

|  | 0,16 % |

|  | 0,14 % |

|  | 0,13 % |

|  | 0,10 % |

|  | 0,07 % |

|  | 0,07 % |

|  | 0,03 % |

|  | 5,55 % |

|  | 5,20 % |

|  | 0,16 % |

|  | 0,12 % |

|  | 0,02 % |

|  | 5,50 % |

|  | 1,13 % |

|  | 0,99 % |

|  | 0,60 % |

|  | 0,48 % |

|  | 0,39 % |

|  | 0,37 % |

|  | 0,35 % |

|  | 0,32 % |

|  | 0,32 % |

|  | 0,31 % |

|  | 0,24 % |

|  | 0,21 % |

|  | 0,20 % |

|  | 0,20 % |

|  | 0,19 % |

|  | 0,18 % |

|  | 0,16 % |

|  | 0,12 % |

|  | 0,12 % |

|  | 0,12 % |

|  | 0,12 % |

|  | 0,08 % |

|  | 0,07 % |

|  | 0,03 % |

|  | 0,03 % |

|  | 0,01 % |

|  | 0,01 % |

|  | 95.21 % |

|  | 2,93 % |

|  | 1,78 % |

|  | 0,08 % |

|  | 71.00 % |

|  | 100 % |

1. 1 2  Felipe Álvarez (La Rioja) se suma al bloque SER el 10 de diciembre de 2021.
2. ↑  El radicalismo disidente de la provincia de Entre Ríos utilizó al Partido Fe para presentarse a las elecciones de esa provincia.
3. ↑  En Chaco y Misiones
4. ↑  En Entre Ríos
5. ↑  En Tierra del Fuego
6. ↑  En Salta. Ligado al Partido Obrero Tendencia.
7. ↑  En Santiago del Estero. Ligado al Partido Obrero Tendencia.

### Senadores
|  | 33,17 % |

|  | 6,90 % |

|  | 4,61 % |

|  | 1,57 % |

|  | 46,25 % |

|  | 29,33 % |

|  | 0,50 % |

|  | 29,83 % |

|  | 6,90 % |

|  | 3,21 % |

|  | 0,19 % |

|  | 0,14 % |

|  | 0,09 % |

|  | 10,53 % |

|  | 1,51 % |

|  | 0,63 % |

|  | 0,53 % |

|  | 0,44 % |

|  | 0,24 % |

|  | 3,35 % |

|  | 3,28 % |

|  | 1,28 % |

|  | 1,04 % |

|  | 0,94 % |

|  | 0,90 % |

|  | 0,63 % |

|  | 0,55 % |

|  | 0,54 % |

|  | 0,42 % |

|  | 0,42 % |

|  | 0,09 % |

|  | 0,07 % |

|  | 94,41 % |

|  | 3,41 % |

|  | 2,81 % |

|  | 71,74 % |

|  | 100 % |

## Resultados por distrito

### Cámara de Diputados
|  | 39,77 % |

|  | 38,59 % |

|  | 7,50 % |

|  | 6,82 % |

|  | 4,36 % |

|  | 2,95 % |

|  | 95,76 % |

|  | 3,13 % |

|  | 1,11 % |

|  | 72,33 % |

|  | 100 % |

|  | 47,09 % |

|  | 25,06 % |

|  | 17,04 % |

|  | 7,74 % |

|  | 3,06 % |

|  | 97,82 % |

|  | 0,94 % |

|  | 1,24 % |

|  | 69,62 % |

|  | 100 % |

|  | 50,65 % |

|  | 37,14 % |

|  | 4,98 % |

|  | 4,29 % |

|  | 2,94 % |

|  | 89,73 % |

|  | 8,80 % |

|  | 1,47 % |

|  | 69,28 % |

|  | 100 % |

|  | 44,52 % |

|  | 42,74 % |

|  | 8,18 % |

|  | 2,51 % |

|  | 2,06 % |

|  | 94,67 % |

|  | 4,13 % |

|  | 1,21 % |

|  | 66,09 % |

|  | 100 % |

|  | 37,97 % |

|  | 28,19 % |

|  | 15,12 % |

|  | 10,16 % |

|  | 8,56 % |

|  | 93,03 % |

|  | 2,98 % |

|  | 3,99 % |

|  | 69,22 % |

|  | 100 % |

|  | 54,06 % |

|  | 24,99 % |

|  | 10,51 % |

|  | 3,80 % |

|  | 3,54 % |

|  | 2,26 % |

|  | 0,83 % |

|  | 96,81 % |

|  | 1,49 % |

|  | 1,70 % |

|  | 67,61 % |

|  | 100 % |

|  | 58,73 % |

|  | 36,69 % |

|  | 2,55 % |

|  | 2,02 % |

|  | 92,59 % |

|  | 5,86 % |

|  | 1,55 % |

|  | 66,78 % |

|  | 100 % |

|  | 54,61 % |

|  | 31,63 % |

|  | 3,70 % |

|  | 3,50 % |

|  | 3,05 % |

|  | 2,09 % |

|  | 1,41 % |

|  | 95,77 % |

|  | 1,42 % |

|  | 2,81 % |

|  | 74,32 % |

|  | 100 % |

|  | 57,81 % |

|  | 41,56 % |

|  | 0,63 % |

|  | 93,29 % |

|  | 5,70 % |

|  | 1,02 % |

|  | 73,23 % |

|  | 100 % |

|  | 49,12 % |

|  | 25,89 % |

|  | 24,99 % |

|  | 95,80 % |

|  | 1,22 % |

|  | 2,98 % |

|  | 73,03 % |

|  | 100 % |

|  | 48,01 % |

|  | 42,39 % |

|  | 4,32 % |

|  | 2,93 % |

|  | 2,35 % |

|  | 95,85 % |

|  | 1,71 % |

|  | 2,44 % |

|  | 75,07 % |

|  | 100 % |

|  | 56,16 % |

|  | 27,98 % |

|  | 9,59 % |

|  | 4,33 % |

|  | 1,93 % |

|  | 82,46 % |

|  | 14,77 % |

|  | 2,77 % |

|  | 73,49 % |

|  | 100 % |

|  | 49,58 % |

|  | 26,12 % |

|  | 9,22 % |

|  | 4,89 % |

|  | 3,86 % |

|  | 3,85 % |

|  | 2,47 % |

|  | 90,73 % |

|  | 7,16 % |

|  | 2,11 % |

|  | 74,13 % |

|  | 100 % |

|  | 40,86 % |

|  | 36,65 % |

|  | 15,29 % |

|  | 3,65 % |

|  | 3,55 % |

|  | 96,26 % |

|  | 2,08 % |

|  | 1,67 % |

|  | 68,66 % |

|  | 100 % |

|  | 29,45 % |

|  | 22,85 % |

|  | 17,37 % |

|  | 14,03 % |

|  | 8,19 % |

|  | 5,90 % |

|  | 2,22 % |

|  | 94,34 % |

|  | 1,18 % |

|  | 4,48 % |

|  | 76,05 % |

|  | 100 % |

|  | 37,30 % |

|  | 27,21 % |

|  | 27,01 % |

|  | 4,82 % |

|  | 2,06 % |

|  | 1,60 % |

|  | 94,28 % |

|  | 1,42 % |

|  | 4,30 % |

|  | 71,34 % |

|  | 100 % |

|  | 32,81 % |

|  | 29,99 % |

|  | 13,74 % |

|  | 11,47 % |

|  | 4,59 % |

|  | 4,23 % |

|  | 3,16 % |

|  | 93,77 % |

|  | 2,80 % |

|  | 3,43 % |

|  | 63,16 % |

|  | 100 % |

|  | 43,58 % |

|  | 42,14 % |

|  | 8,56 % |

|  | 5,72 % |

|  | 96,06 % |

|  | 1,61 % |

|  | 2,33 % |

|  | 73,09 % |

|  | 100 % |

|  | 46,12 % |

|  | 45,56 % |

|  | 5,05 % |

|  | 1,95 % |

|  | 1,32 % |

|  | 89,43 % |

|  | 8,86 % |

|  | 1,70 % |

|  | 78,09 % |

|  | 100 % |

|  | 35,09 % |

|  | 28,25 % |

|  | 27,52 % |

|  | 7,06 % |

|  | 2,07 % |

|  | 94,82 % |

|  | 0,97 % |

|  | 4,21 % |

|  | 67,77 % |

|  | 100 % |

|  | 40,32 % |

|  | 31,36 % |

|  | 12,25 % |

|  | 4,50 % |

|  | 3,90 % |

|  | 2,26 % |

|  | 2,15 % |

|  | 1,75 % |

|  | 1,53 % |

|  | 93,76 % |

|  | 3,34 % |

|  | 2,90 % |

|  | 69,67 % |

|  | 100 % |

|  | 64,88 % |

|  | 13,03 % |

|  | 8,59 % |

|  | 7,09 % |

|  | 4,70 % |

|  | 0,97 % |

|  | 0,75 % |

|  | 92,89 % |

|  | 6,01 % |

|  | 1,10 % |

|  | 76,77 % |

|  | 100 % |

|  | 39,65 % |

|  | 29,02 % |

|  | 16,14 % |

|  | 6,73 % |

|  | 4,08 % |

|  | 2,70 % |

|  | 1,68 % |

|  | 92,67 % |

|  | 1,19 % |

|  | 6,13 % |

|  | 72,06 % |

|  | 100 % |

|  | 42,18 % |

|  | 39,97 % |

|  | 10,47 % |

|  | 3,86 % |

|  | 3,52 % |

|  | 95,15 % |

|  | 3,04 % |

|  | 1,81 % |

|  | 79,97 % |

|  | 100 % |

1. ↑  Renunció el 12 de octubre de 2022, la reemplaza Micaela Morán el 12 de octubre de 2022.
2. ↑  Nunca asumió, lo reemplaza Pablo Carro el 10 de diciembre de 2021.
3. ↑  Nunca asumió, lo reemplaza Tomás Ledesma el 10 de diciembre de 2021.
4. ↑  Renunció el 20 de diciembre de 2021, la reemplaza María Natalia Zabala Chacur el 21 de diciembre de 2021.
5. ↑  Falleció el 12 de diciembre de 2021, la reemplaza Nilda Moyano el 16 de diciembre de 2021.

### Senado
- Catamarca
- Chubut
- Córdoba
- Corrientes
- La Pampa
- Mendoza
- Santa Fe
- Tucumán

|  | 50,76 % |

|  | 37,12 % |

|  | 4,94 % |

|  | 4,22 % |

|  | 2,95 % |

|  | 90,63 % |

|  | 7,82 % |

|  | 1,55 % |

|  | 69,28 % |

|  | 100 % |

|  | 37,87 % |

|  | 28,21 % |

|  | 15,26 % |

|  | 10,21 % |

|  | 8,45 % |

|  | 93,59 % |

|  | 2,35 % |

|  | 4,06 % |

|  | 69,22 % |

|  | 100 % |

|  | 54,09 % |

|  | 24,97 % |

|  | 10,49 % |

|  | 3,76 % |

|  | 3,54 % |

|  | 2,28 % |

|  | 0,86 % |

|  | 96,69 % |

|  | 1,60 % |

|  | 1,71 % |

|  | 67,61 % |

|  | 100 % |

|  | 58,82 % |

|  | 36,73 % |

|  | 2,50 % |

|  | 1,95 % |

|  | 93,16 % |

|  | 5,17 % |

|  | 1,67 % |

|  | 66,78 % |

|  | 100 % |

|  | 48,25 % |

|  | 42,21 % |

|  | 4,28 % |

|  | 2,93 % |

|  | 2,33 % |

|  | 95,84 % |

|  | 1,72 % |

|  | 2,44 % |

|  | 75,07 % |

|  | 100 % |

|  | 49,57 % |

|  | 26,16 % |

|  | 9,19 % |

|  | 4,83 % |

|  | 3,88 % |

|  | 3,84 % |

|  | 2,53 % |

|  | 90,85 % |

|  | 7,03 % |

|  | 2,12 % |

|  | 74,13 % |

|  | 100 % |

|  | 40,41 % |

|  | 32,27 % |

|  | 12,50 % |

|  | 3,66 % |

|  | 3,50 % |

|  | 2,16 % |

|  | 2,13 % |

|  | 1,73 % |

|  | 1,65 % |

|  | 94,22 % |

|  | 2,89 % |

|  | 2,89 % |

|  | 69,67 % |

|  | 100 % |

|  | 41,54 % |

|  | 39,31 % |

|  | 11,16 % |

|  | 4,40 % |

|  | 3,59 % |

|  | 94,97 % |

|  | 3,19 % |

|  | 1,84 % |

|  | 79,97 % |

|  | 100 % |

1. ↑  Nunca asumió, lo reemplaza Beatriz Ávila el 10 de diciembre de 2021.